# Yaadgaar Orchestra
Yaadgaar Orchestra is een Surinaams orkest. Het treedt op in Suriname en Nederland in stijlen variërend van klassieke Indiase tot Bollywood-muziek.

## Achtergrond
Het orkest bestaat uit rond de veertien leden en speelt Indiase muziek, variërend van klassiek tot filmmuziek uit Bollywood. De groep treedt op tijdens concerten in het land en voor de Surinaamse televisie en maakte in 2019 een tournee door Nederland. In 2017 begeleidde het orkest het Indiase zangduo Samir en Dipalee Date tijdens hun Surinaamse tournee.
Het orkest werd opgericht door Riaz Ahmadali, die tevens de bandleider is. Toen Nisha Madaran met zanglessen klassieke muziek begon bij het Indiaas Cultureel Centrum, viel ze op bij het orkest en werd ze gevraagd samen op te treden. Hierna brak ze door als solozangeres.

## Documentaire
In april 2020 bracht Riaz Ahmadali samen met de andere orkestleden een documentaire uit met de titel 70 jaar Hindoestaanse orkestmuziek in Suriname, onder wie zijn dochter Ilhaam Ahmadali, Ramnarain Sewram, Nisha Madaran, Sharda Doekhie, Surendra Sewpal, Omperkash Hira en Fariz Barsatie. Het orkest werkte vijf jaar lang aan de totstandkoming van deze documentaire. Er wordt ingegaan op onder meer het ontstaan van Hindoestaanse orkesten onder invloed van de Indiase filmindustrie en op basis van muziekstijlen die hun eigen ontwikkeling in Suriname kenden, zoals baithak gana en qawwali. Door de intrede van grammofoonplaten kwam er ook invloed van nieuwere Indiase muziek. In de documentaire worden ook eigen composities in het Sarnami Hindoestani van het Yaadgaar Orchestra opgevoerd en treden andere Hindostaanse artiesten uit Suriname op.